# 安溝站
安溝站（韓語：안골역）是朝鮮民主主義人民共和國慈江道满浦市的一個鐵路車站，属于安溝線。

## 邻近车站
安溝線
文岳站 - 安溝站